# Borderlands 4
Borderlands 4 es un próximo videojuego de rol de acción en primera persona desarrollado por Gearbox Software y publicado por 2K. Es la secuela de Borderlands 3 (2019) y la quinta entrega principal de la saga Borderlands. Su lanzamiento está previsto para PlayStation 5, Windows y Xbox Series X/S el 12 de septiembre de 2025, y para Nintendo Switch 2 posteriormente.

## Jugabilidad
Al igual que sus predecesores, Borderlands 4 es un shooter de saqueo en primera persona con elementos comunes en los juegos de rol de acción. Gearbox describió el mundo del juego como «fluido», y no habrá pantallas de carga al explorar nuevas zonas. Se introducen nuevos vehículos y herramientas transversales, como un gancho de agarre, en Borderlands 4. El juego se puede jugar solo o en modo cooperativo con otros tres jugadores.

## Sinopsis
La luna de Pandora, Elpis, después de ser teletransportada por Lilith usando sus poderes de sirena,destruyó la barrera protectora de un planeta llamado Kairos. En Borderlands 4, los jugadores asumen el papel de un buscador de la cámara que debe liderar la resistencia contra un dictador despiadado llamado el Guardián del Tiempo y su ejército de seguidores sintéticos llamados la Orden en Kairos, mientras buscan «tesoros alienígenas secretos».